# 第8飛行隊 (南アフリカ空軍)
第8飛行隊（だい8ひこうたい、8 Squadron SAAF）は、かつて存在した南アフリカ空軍の飛行隊である。1942年に設立され、同年に廃止。1951年1月に再設立され、2001年3月31日に廃止。